# Love to Hate You
Love to Hate You (hangul: 연애대전) é uma série de televisão sul-coreana de comédia romântica de 2023 escrita por Choi Soo-young, dirigida por Kim Jung-kwon e estrelada por Kim Ok-bin, Teo Yoo, Kim Ji-hoon e Go Won-hee. Foi lançado na Netflix em 10 de fevereiro de 2023.

## Sinopse
Yeo Mi-ran (Kim Ok-bin) é uma advogada com forte interesse em justiça social, especialmente quando se trata de mulheres. Ela tem uma opinião negativa sobre os homens e não tem medo de usar suas habilidades nas artes marciais para derrotar os bandidos. Uma mudança de circunstâncias a força a aceitar um emprego em um grande escritório de advocacia dominado por homens, especializado em resolver escândalos envolvendo grandes celebridades. Um de seus clientes é Nam Kang-ho (Teo Yoo), uma grande estrela de filmes românticos que tem aversão a mulheres. Mi-ran ouve Kang-ho fazendo comentários misóginos e inflamados sobre mulheres que rotulam homens como nada mais do que gananciosos e, como consequência, Mi-ran o adiciona a sua lista pessoal de idiotas Ela tem um palpite de que ele não está fazendo nada de bom com uma estudante e planeja se aproximar dele para encontrar evidências que exponham seus atos nefastos e, nisso, possa derrubá-lo.

## Elenco

### Principal
- Kim Ok-bin como Yeo Mi-ran,[5] uma nova advogada da Gilmu, um escritório de advocacia que lida com celebridades.
- Teo Yoo como Nam Kang-ho,[5] grande estrela da Coreia, no universo da série.
- Kim Ji-hoon como Do Won-jun,[6] que desistiu de seu sonho de se tornar ator para iniciar uma agência de gestão de talentos, começando com carreira de Nam Kang-ho.
- Go Won-hee como Shin Na-eun,[6] amiga próxima de Yeo Mi-ran que divide a mesma moradia.

### De apoio
- Lee Joo-bin como Oh Se-na,[7] o primeiro amor de Nam Kang-ho, que também é apelidada de "o primeiro amor da nação".
- Kim Sung-ryung como Choi Soo-jin.[8]
- Song Ji-woo como Hwang Ji-ye,[9][10] uma atriz novata atuando ao lado de Nam Kang-ho.
- Han Seo-jun como Yoon Sang-seop,[11] gerente de Nam Kang-ho.
- Choi Yoon-so como Grace.[12]
- Jeon Shin-hwan como Lee Jin-seo,[13] ex-namorado de Yeo Mi-ran.
- Kim Ye-ryeong como Kim Eun-hee,[14] mãe de Mi-ran e Dae-jun.
- Kim Do-yeon como diretora da série.[15]
- Jo Seung-hee como Kim Ji-woo.[16]
- Tak Aeon como dublê.[17]

### Participações especiais
- Song Jae-hee como um passageiro do avião (ep.5)[18]
- Hong Woo-jin como Yeo Dae-jun (ep.8)[14]
- Yeon Jung-hoon como celebridade (ep.9)
- Eugene como uma celebridade (ep.9-10)
- Lee Yu-ri como uma celebridade (ep.9-10)

## Produção
Em 4 de novembro de 2021, a Netflix anunciou sua nova produção, Love to Hate You, com Kim Ok-vin como Yeo Mi-ran, uma advogado que atua na indústria do entretenimento, e Teo Yoo como Nam Kang-ho, um ator muito famoso na Coreia, que odeia namorar e se relacionar com mulheres. A série seria dirigida por Kim Jung-kwon, escrita por Choi Soo-young, e produzida pela Binge Works, subsidiária do Studio S. Em 15 de novembro de 2021, a atriz Go Won-hee também se juntou ao elenco principal do drama.
Esta série marca o reencontro do ator Kim Ji-hoon e da atriz Lee Joo-bin após terem trabalhado juntos em Money Heist: Korea – Joint Economic Area.

## Episódios
| N.º | Título | Lançamento              |
| --- | --- | ----------------------- |
| 1   | "Bad Girl " "Garota má "                                                                                       | 10 de fevereiro de 2023 |
| 2   | "Bad Boy " "Garoto mau "                                                                                       | 10 de fevereiro de 2023 |
| 3   | "Nice Guys Get a Pass Bad Boys Have It Coming " "Caras legais ganham passe, os maus passam fora "              | 10 de fevereiro de 2023 |
| 4   | "You Are Not What I Expected " "Você não é o que eu esperava "                                                 | 10 de fevereiro de 2023 |
| 5   | "Love is Just an Experiment, Life is the Real Thing " "O amor é só uma experiência, a vida real é o que vale " | 10 de fevereiro de 2023 |
| 6   | "Femme Fatale vs Homme Fatale " "Femme fatale versus homme fatale "                                            | 10 de fevereiro de 2023 |
| 7   | "Trigonometry: The Love Triangle Edition " "Trigonometria: versão triângulo amoroso "                          | 10 de fevereiro de 2023 |
| 8   | "The Way You Change Me " "Você me faz mudar "                                                                  | 10 de fevereiro de 2023 |
| 9   | "You Made Me Who I Am " "Eu sou assim por sua causa "                                                          | 10 de fevereiro de 2023 |
| 10  | "A Passionate Goodbye " "Um adeus apaixonado "                                                                 | 10 de fevereiro de 2023 |

## Lançamento
A série estreou na Netflix em 10 de fevereiro de 2023, estando disponível para streaming para o mundo inteiro.

## Trilha sonora

### Part 1
| Lançado em 6 de fevereiro de 2023 |                       |                |                              |                          |         |  |
| N.º                               | Título                | Letras         | Música                       | Artista                  | Duração |  |
| 1.                                | "Sweet Dream"         | Howl           | Park Geun-cheol Jeong Su-min | Miyeon e Yuqi ((G)I-dle) | 3:39    |  |
| 2.                                | "Sweet Dream" (Inst.) |                | Park Geun-cheol Jeong Su-min |                          | 3:39    |  |
| Duração total:                    | Duração total:        | Duração total: | Duração total:               | Duração total:           | 7:18    |  |

### Part 2
| Lançado em 9 de fevereiro de 2023 |                       |                |                              |                |         |  |
| N.º                               | Título                | Letras         | Música                       | Artista        | Duração |  |
| 1.                                | "Lovey Dovey"         | Howl           | Park Geun-cheol Jeong Su-min | Taeil (NCT)    | 3:24    |  |
| 2.                                | "Lovey Dovey" (Inst.) |                | Park Geun-cheol Jeong Su-min |                | 3:24    |  |
| Duração total:                    | Duração total:        | Duração total: | Duração total:               | Duração total: | 6:48    |  |

### Part 3
| Lançado em 13 de fevereiro de 2023 |                                                        |                  |                                               |                |         |  |
| N.º                                | Título                                                 | Letras           | Música                                        | Artista        | Duração |  |
| 1.                                 | "Love to Hate You" (그러니까 하고 싶은 내 말은)        | Big Naughty Dani | Big Naughty Dani Park Geun-cheol Jeong Su-min | Big Naughty    | 3:20    |  |
| 2.                                 | "Love to Hate You" (그러니까 하고 싶은 내 말은; Inst.) |                  | Big Naughty Dani Park Geun-cheol Jeong Su-min |                | 3:20    |  |
| Duração total:                     | Duração total:                                         | Duração total:   | Duração total:                                | Duração total: | 6:40    |  |

### Part 4
| Lançado em 16 de fevereiro de 2023 |                                      |                |                              |                           |         |  |
| N.º                                | Título                               | Letras         | Música                       | Artista                   | Duração |  |
| 1.                                 | "The Moment" (너를 만난 순간)        | Howl           | Park Geun-cheol Jeong Su-min | Lily and Sullyoon (Nmixx) | 3:11    |  |
| 2.                                 | "The Moment" (너를 만난 순간; Inst.) |                | Park Geun-cheol Jeong Su-min |                           | 3:11    |  |
| Duração total:                     | Duração total:                       | Duração total: | Duração total:               | Duração total:            | 6:22    |  |